# Lucius Norbanus Balbus
Lucius Norbanus Balbus (* 1. Jahrhundert v. Chr.; † 24. Januar 41) war ein römischer Politiker und Senator in der frühen Kaiserzeit.
Norbanus entstammte einer plebejischen Nobilitätsfamilie, die aus dem vormals oskischen Norba stammte, im 1. Jahrhundert v. Chr. zum ersten Mal mit Gaius Norbanus im Jahre 83 v. Chr. einen Konsul stellte und damit in die Nobilität aufstieg. Er war der jüngere Sohn des römischen Konsuls von 24 v. Chr. Gaius Norbanus Flaccus. Sein älterer Bruder Gaius Norbanus Flaccus war ordentlicher Konsul im Jahr 15 n. Chr. gewesen.

## Leben
Über die Anfänge von Norbanus’ senatorischer Laufbahn (cursus honorum) ist nichts bekannt. Aber er muss, wie bereits sein Vater und sein Bruder, das Vertrauen der Kaiser Augustus und Tiberius genossen haben, denn alle drei wurden ordentliche Konsuln, was auf die enge Verbundenheit mit dem Kaiserhaus hinweist. Norbanus  selbst wurde zusammen mit Marcus Iunius Silanus Torquatus, einem Verwandten des julisch-claudischen Kaiserhauses, ordentlicher Konsul des Jahres 19, und zwar für die erste Hälfte des Jahres. Aus dieser Zeit stammt die nach ihnen benannte Lex Iunia Norbana.
Nach seinem Konsulat scheint er sich in das Privatleben zurückgezogen zu haben, denn die erhaltenen antiken Quellen berichten nichts über die sonst für Konsulare üblichen Statthalterschaften. Lediglich Cassius Dio erwähnt, dass Norbanus ein für Nobiles ungewöhnliches Steckenpferd hatte: Er soll ein leidenschaftlicher Trompetenbläser gewesen sein. Im Raum um Perugia scheint er über größeren Grundbesitz verfügt zu haben.
Am 24. Januar 41 befand er sich wahrscheinlich in der Begleitung des Kaisers Caligula, als dieser einem Mordanschlag der Prätorianer unter Cassius Chaerea zum Opfer fiel. Denn Flavius Josephus berichtet, dass die herbeigeeilte germanische Leibwache des Kaisers neben den meisten Attentätern auch einen sehr kräftigen und sich heftig wehrenden Mann namens Norbanus erschlug, bei dem es sich wahrscheinlich um den ehemaligen Konsul Lucius Norbanus handelte.